# Ormia dominicana
Ormia dominicana là một loài ruồi trong họ Tachinidae.